# Chien de Rhodésie à crête dorsale
Le chien de Rhodésie à crête dorsale, plus couramment appelé Rhodesian ridgeback, est une race de chiens originellement développée en Rhodésie du Sud, actuel Zimbabwe. De nos jours l'Afrique du Sud détient le standard de la race et poursuit activement son développement en Afrique australe.
Il est le fruit d'un croisement entre les chiens des pionniers européens et les chiens de chasse et de protection des troupeaux à crête dorsale semi-domestiques des Khoïkhoïs. Le rhodesian ridgeback est robuste, musclé, très rapide et très endurant.[style à revoir] Il est symétrique dans sa silhouette et se caractérise par une crête dorsale (d'où le terme « ridgeback » qui signifie littéralement en anglais « crête dorsale »). Il est capable de chasser les fauves comme le lion mais sans pour autant rechercher le contact. Son grand flair en fait un pisteur efficace, il excelle aussi à la recherche du gibier blessé.

## Histoire
Le Rhodesian ridgeback est une race autochtone du sud de l'Afrique issue de croisements entre les chiens des pionniers et les chiens de chasse et de garde des troupeaux (contre les lions, entre autres) à crête dorsale semi-domestiqués des Khoïkhoïs. La crête dorsale, typique de la race, ne se retrouve que chez une autre race reconnue par la FCI, le chien thaïlandais à crête dorsale. Une hypothèse pour expliquer la présence de cette particularité anatomique est peut-être la trace d'un ancien commerce des esclaves entre le Siam et la Rhodésie du Sud. Une autre hypothèse serait que le chien des Khoïkhoïs est issu d'un croisement entre lycaon et hyène, d'où la crête dorsale. L'origine est plutôt dû à des échanges très anciens entre l'Afrique de l'Est et le Moyen-Orient, d'où vient aussi le Musenji, chien de chasse des Pygmées, par exemple. Il n'y a pas de chiens de ce type en milieu mozambicain, qui était en contact avec des esclavagistes, aussi en contact avec Sumatra, argument qui doit causer cette supposition, mais qui ne résiste pas à la vérification.
Provenant éventuellement d'Asie mais plus vraisemblablement de chiens autochtones d'Afrique, ces chiens à crête ont donné au Rhodesian ridgeback une crête dorsale caractéristique. Ces chiens de type primitif étaient commensaux des peuples San et Khoïkhoïs, vivant et se déplaçant dans ces terres australes africaines, mais pouvaient aussi garder les troupeaux et aider à la chasse. Il s'agit originellement de races peu spécialisées.
Les races présentes dans la « généalogie » du Rhodesian ridgeback, au gré des mouvements de populations et des importations d'animaux en Afrique du Sud, sont les chiens bantu et apparentés comme le Hottentot Hunting Dog, des lévriers tel que le lévrier écossais (Deerhound) et le lévrier anglais (Greyhound), des mâtins notamment le bulldog anglais et le grand danois, des terriers plus particulièrement le terrier irlandais (Irish terrier) et le bull terrier, et des chiens de berger, les collies étant importés régulièrement. Ce sont ces chiens qui se croisèrent au hasard avec les chiens autochtones, dit « des Hottentots ».
En 1875, le missionnaire pionnier Charles Helm emmena deux chiens ridgés au Matabeleland en Rhodésie du sud depuis Swellendam, province du Cap en Afrique du Sud. Il est presque certain que les Rhodesian ridgebacks modernes descendent de ces deux chiens.
Le Rhodesian ridgeback est utilisé pour poursuivre le gros gibier, et notamment le lion et de l'acculer jusqu'à l'arrivée du chasseur. Le premier standard est rédigé en 1922 par F. R. Barnes, à Bulawayo en Rhodésie et approuvé par l'Union Cynologique du Sud de l'Afrique en 1926. Notons que toutes références à une race Rhodesian Ridgeback antérieure à ces dates ne sont que des anachronismes. Le Rhodesian ridgeback ne se structure qu'à partir de 1910.
Le Rhodesian ridgeback est essentiellement apprécié comme chien de compagnie et de garde comme le stipule le standard de race FCI et KUSA . La race est assez rare en Europe.

## Standard
Le Rhodesian ridgeback est un chien apparenté aux chiens courant de construction équilibrée, forte et agile. Actif, c'est un chien capable d'une grande endurance et d'une bonne vitesse. Le mâle mesure de 63 à 69 cm au garrot pour un poids moyen de 38 kg et la femelle 61 à 66 cm pour environ 32 kg. Si morphologiquement le Rhodesian ridgeback se rapproche du chien courant, il est classé dans le sixième groupe de la FCI, avec le dalmatien, sans épreuve de travail à la chasse, son caractère exprime un réel chien de ferme polyvalent.
Le cou est modérément long et assez fort, il fait place à un corps légèrement plus long que la hauteur au garrot (dimension comprise entre la pointe du poitrail et la pointe de la fesse, le ratio de 110 % est admis). La poitrine sera modérément large mais profonde devant descendre jusqu'aux coudes. Les côtes sont modérément cintrées, dénotant l'aptitude à la course, jamais en cercle de barriques. Les membres longs et fortement charpentés, avec des pieds ronds et forts. Les paturons seront légèrement inclinés, les jarrets bien coudés et descendus. Forte à la naissance, la queue s’amenuise vers l’extrémité. De longueur moyenne, elle n’est ni grossière, ni attachée trop haut ou trop bas. Elle est portée en formant une légère courbe vers le haut sans être enroulée.
Selon le Handbook of the South-African rhodesian ridgeback Club, la tête idéale du Rhodesian ridgeback doit être de bonne longueur, elle est bâtie sur trois dimensions sensiblement égales : du bout du nez au stop, du stop à l'os de l'occiput et entre les oreilles. Le crâne est plat et plutôt large. Le museau est long, profond et puissant avec des mâchoires fortes : il se termine d'une façon relativement carrée et n'est pas busqué. Un léger masque noir est admis, mais ne doit pas s'étendre au-dessus des yeux. Le stop est bien défini, pas dans une ligne droite du nez à l'os de l'occiput. Les yeux, placés relativement bien écartés, sont ronds et vifs. La couleur de l'œil s'harmonise avec celle de la robe. Les oreilles sont de longueur moyenne et pendantes, attachées haut, large à la base et s'effilant jusqu'à former un arrondi. Lorsque le chien n'est pas en éveil, la tête sera exempte de rides et les oreilles portées près de la tête.
Le poil est court, fourni, fin et brillant. D'une largeur d'environ 5 centimètres, la crête dorsale est formée de poils poussant en sens inverse au reste du pelage. Nettement définie et symétrique, elle commence derrière les épaules et se prolonge jusqu'à la pointe de la hanche en s'effilant vers la croupe. Elle comprend deux couronnes ou écussons identiques et symétriques, dont le bord postérieur ne doit pas dépasser le tiers de la longueur de la crête. Un infime décalage entre les couronnes est admis.
La robe est de couleur fauve, ses nuances vont du froment clair à froment rouge. Un peu de blanc sur le poitrail et sur les doigts est admis et la force de morsure est de 250 à 300 psi en moyenne soit de 17kg/cm2 à 21.1kg/cm2

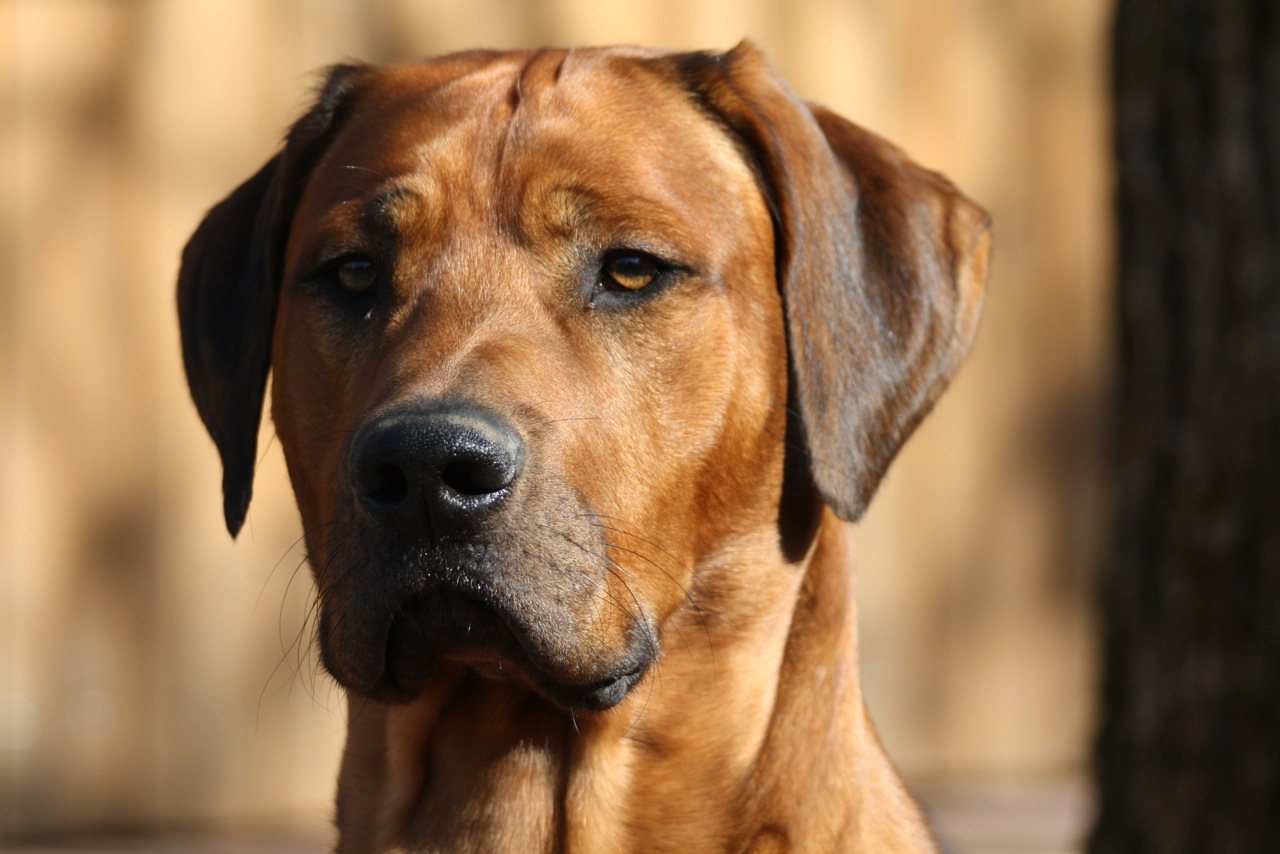
Portrait d'un Rhodesian ridgeback nez noir œil foncé-blacknose.
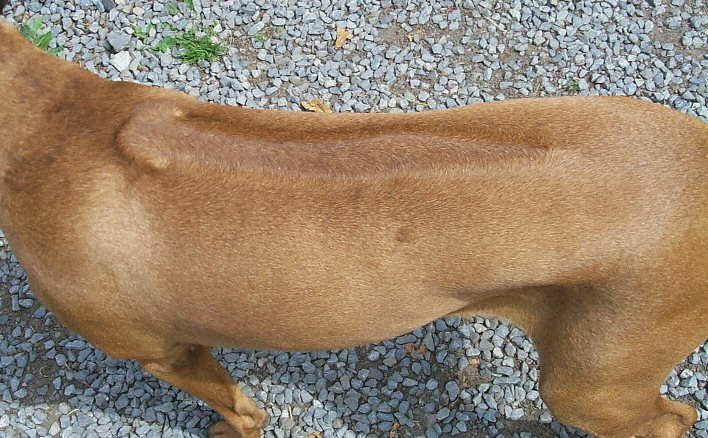
Vue de la crête dorsale.
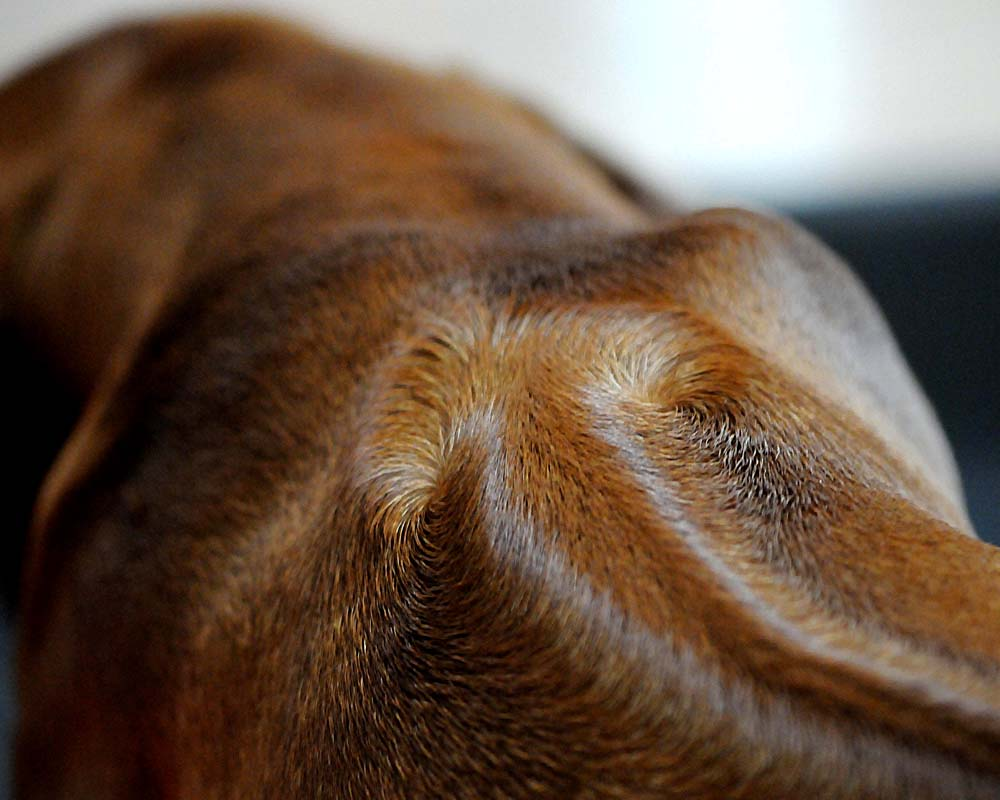
Détail sur les couronnes de la crête dorsale.
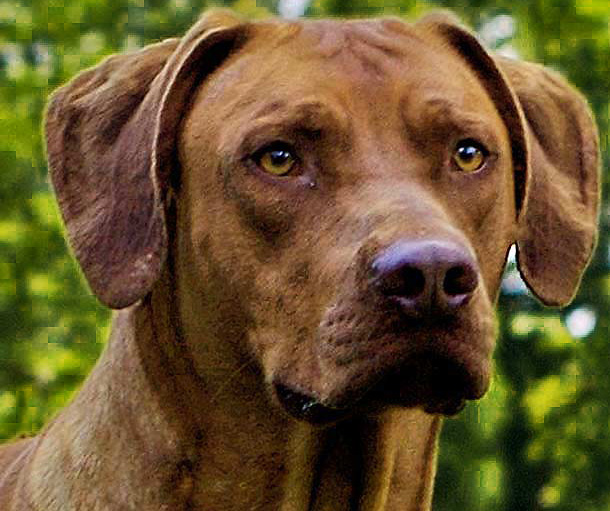
portrait chien mâle adulte Rhodesian ridgeback nez foie yeux ambres- livernose.
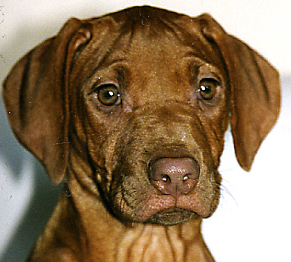
portrait d'un chiot de 3 mois Rhodesian ridgeback  nez foie yeux ambres.
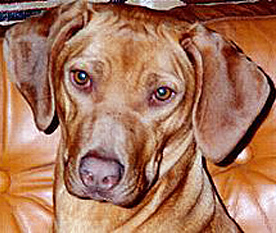
Portrait Rhodesian Ridgeback femelle adulte nez foie yeux ambres- livernose.

## Caractère

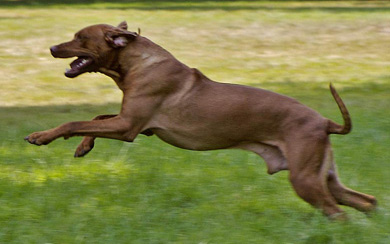
Dynamisme et puissance en course d'un Rhodesian ridgeback livernose.

La définition comportementale d'une race est toujours délicate. Selon les pays, la variabilité des mentalités, des élevages, de l'individu lui-même, oblige à quelque prudence. Le Rhodesian ridgeback est décrit dans le standard de la Fédération cynologique internationale comme un chien digne et intelligent, distant avec les étrangers sans être agressif ou peureux. 
Le Rhodesian ridgeback est décrit dans L'encyclopédie mondiale des chiens comme une race joueuse, courageuse et fidèle à son maître et à son entourage.
L'éducation du Rhodesian ridgeback nécessite beaucoup de persévérance et de constance et un maître expérimenté est préférable. La force et la violence sont à proscrire, tout comme la solitude. La maturité est atteinte après l’âge de deux ans.
Le Rhodesian ridgeback est un chien très sportif qui demande beaucoup d'exercice physique. De longues promenades deux à trois fois par jour sont indispensables pour maintenir son équilibre.

## Utilité

### Une race polyvalente
Pour Janet Murray, « Le Rhodesian Ridgeback a été à l'origine un chien polyvalent, de chasse, compagnon et chien de garde, capable ... d'assister et conduire un troupeau et de garder la ferme, comme tout « chien de ferme ». Il savait tenir un lion au ferme, en le harcelant et aboyant mais sans jamais chercher à l'attaquer ou le tuer. Tout comme aujourd'hui, il tenait les babouins à distance des cultures et des granges ».
Mylda Arsenis rappelle qu'en notre monde moderne ce chien a trouvé sa place sur tous les continents grâce à  « sa grande polyvalence et adaptabilité, sa rusticité, ainsi qu'à sa grande loyauté. ».

### Chien de chasse

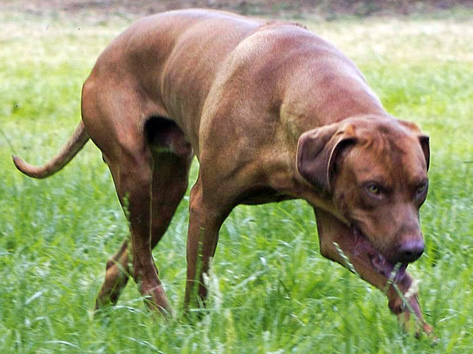
Rhodesian Ridgeback en recherche naturelle, au nez- perception d'effluves- et à vue -detection de traces-; l'encolure à mi-hauteur;

Le Rhodesian ridgeback est à l'origine un chien de chasse utilisé comme rabatteur du gros gibier, notamment du lion. C'est un chien adapté à tout type de gibier grâce à son flair. Il peut être utilisé comme chien de recherche au sang. Il est en premier lieu un chien de piste qui chasse au nez et à vue : en effet, les safaris témoignent d'un passé chasseur important. Le Rhodesian a servi à pister des voies de pumas ou de lynx. De nombreuses photos, de nombreux récits, accréditent la virulence de certaines chasses.
Pour le gibier européen, mieux vaut un animal le moins dominant possible. En France, aucun carnet de travail pour des épreuves de chasse n'a été obtenu par un Rhodesian. Un unique brevet de recherche au sang (gibier blessé) est cependant à signaler. Quelques Rhodesian ridgebacks, souvent des femelles, font office de retriever. Le Rhodesian ridgeback, dans sa très grande majorité, n'a aucune propension au rapport d'objets ou de gibier. Il faut lui apprendre.

### Chien de compagnie et de garde

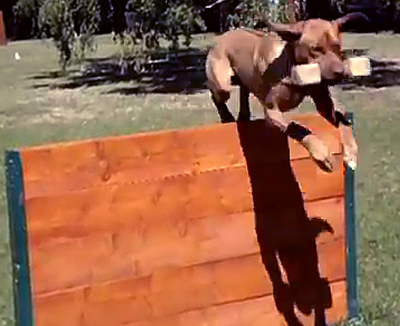
Saut de haie de 1 m avec haltère de 650 g d'un rhodesian ridgeback livernose au cours d'une séance d'obeissance RCI.

Le Rhodesian ridgeback est apprécié comme chien de compagnie et de garde comme le stipule le standard de race FCI. Le Rhodesian ridgeback peut être utilisé pour les disciplines d'utilité tel que le pistage et l'obéissance ou en Agility.
En Afrique australe, c'est au tournant de la seconde guerre mondiale avec l'urbanisation croissante et une forme d'insécurité que le ridgeback devient plus particulièrement recherché pour son comportement de  chien de garde, tout en restant un chien de compagnie .
En Australie, certains éleveurs de moutons se munissent de Rhodesians.
Le Rhodesian peut très bien être entraîné au travail de la garde et de défense. Toutefois, en France, le Rhodesian ne peut participer aux épreuves où le mordant entre dans un travail sportif sélectif. La marine sud-africaine l'utilisa et le dressa aux interventions et opérations militaires.
La police canadienne a utilisé des ridgebacks pour la recherche de personnes égarées, en foret, en période estivale.
Récemment, quelques Rhodesian ridgebacks, en France, sont titulaires du brevet d'obéissance, de pistage, dans les pays anglo-saxons, des certificats de Good citizen dog, de chien pisteur, de chien de sauvetage et de Therapy Dog sont décernés.

## Santé

### Espérance de vie
L'espérance de vie est estimée à environ 10 à 12 ans.

### Sinus dermoïde
Race sujette au sinus dermoïde, anomalie dermatologique congénitale et héréditaire qui résulte d'une séparation incomplète de la peau et de la moelle épinière à l'issue de la différenciation du revêtement cutané et du système nerveux central à partir de l'ectoderme lors des premiers stades du développement embryonnaire.
De nombreuses études ont mis en évidence que le sinus dermoïde est associé à la présence de la crête dorsale,,. Cette conclusion a suscité la controverse au sein de la communauté des éleveurs de rhodesian ridgebacks et leurs clubs de race.
L'élevage rigoureux avec un apport en vitamine B10 pour les femelles à risque permet une substantielle diminution de cette tare héréditaire.

### Génétique de la crête dorsale
Le déterminisme génétique de la crête dorsale n'est pas connu avec certitude mais il est probable qu'un gène majeur (autosomal récessif ?) soit responsable de sa présence et que des polygènes modificateurs en régissent le développement et l'allure. La qualité de la crête dorsale procéderait donc de la génétique quantitative, avec les difficultés de fixation des caractères que cela sous-entend.

## Chiens célèbres
Un Rhodesian Ridgeback, bien connu en Afrique du Sud, nommé Kaptain de Holy appartenant au Major TC Hawley  présentait de réelles qualités de pisteur et limier mais sa principale activité fut de garder le bétail. Il succomba aux assauts d'une lionne alors qu'il protégeait l’accès d'un poste de garde de la ferme d'Hawley.
Mr Kelly est un rhodesian célèbre : véritable chien d'exposition canine  en République Sud-Africaine et formidablement entraîné au travail opérationnel de chien de police.

## Emblème du KUSA
En 1984, le Kennel Union of South-Africa
a pris comme emblème un rhodesian ridgeback. Originellement, il s'agit d'une illustration de deux ridgebacks de Nina Scott Langley pour l'encyclopédie Hutchinson des chiens publiée en 1935 en Angleterre. Pour le sceau du KUSA, seul un chien a été retenu, posant les antérieurs sur un rocher, le corps en extension, la crête dorsale parfaitement visible. Le nom du chien est bien connu, Mapondera of Avondale, né en 1932, parmi les premiers rhodesian ridgebacks à être enregistré au livre des origines sud-africain, le 24 juillet 1933.